# Amami se vuoi
Amami se vuoi è un brano musicale composto da Mario Panzeri per quanto riguarda il testo e Vittorio Mascheroni per la parte musicale, presentato al Festival di Sanremo 1956 nell'interpretazione di Tonina Torrielli.
La cantante in quell'edizione del Festival interpreta quattro brani, tra i quali appunto Amami se vuoi che si classifica al secondo posto, aggiudicandosi la partecipazione alla prima edizione del Grand Prix de l'Eurovision 1956, svoltasi a Lugano. I risultati della manifestazione non vennero resi noti, ad eccezione del numero dei voti della canzone vincitrice, Refrain di Lys Assia, rappresentante della Svizzera.
Tonina Torrielli incise il brano su un 78 giri che contiene come lato B Musetto (autore Domenico Modugno), altro pezzo presentato quell'anno a Sanremo da Gianni Marzocchi che in seguito sarebbe diventato doppiatore cinematografico.

## Classifica annuale
| Classifica (1956) | Posizione | Artista          |
| ----------------- | --------- | ---------------- |
| Italia            | 15        | Tonina Torrielli |